# Streets of Philadelphia
"Streets of Philadelphia" é uma canção vencedora do Oscar, escrita e interpretada por Bruce Springsteen para o filme de 1993, Filadélfia. Lançada em 1994, a canção tornou-se popular em muitos países, particularmente no Canadá, França, Alemanha, Irlanda e Noruega, onde esteve na primeira posição nas tabelas musicais.
A canção foi um sucesso de crítica e ganhou o Oscar de Melhor Canção Original e quatro prêmios Grammy, incluindo Canção do Ano, Melhor Canção de Rock, Melhor Performance Rock - Vocal e Melhor Canção de Filme.

## Desempenho em tabelas musicais
| Tabelas musicais (1994)                         | Posições |
| ----------------------------------------------- | -------- |
| Alemanha (Media Control Charts)                 | 1        |
| Austrália (ARIA)                                | 4        |
| Áustria (Ö3 Austria Top 40)                     | 1        |
| Bélgica (VRT Top 30 Flanders)                   | 1        |
| Canadá (RPM)                                    | 1        |
| Estados Unidos Billboard Hot 100                | 9        |
| Estados Unidos Billboard Adult Contemporary     | 3        |
| Estados Unidos Billboard Mainstream Rock Tracks | 25       |
| Estados Unidos Billboard Top 40 Mainstream      | 13       |
| União Europeia (Eurochart Hot 100)              | 1        |
| Finlândia (Suomen virallinen lista)             | 3        |
| França (SNEP)                                   | 1        |
| Irlanda (IRMA)                                  | 1        |
| Itália (FIMI)                                   | 1        |
| Países Baixos (Dutch Top 40)                    | 6        |
| Nova Zelândia (RIANZ)                           | 3        |
| Noruega (VG-lista)                              | 1        |
| Suécia Singles Chart                            | 3        |
| Suíça (Schweizer Hitparade)                     | 2        |
| Reino Unido (The Official Charts Company)       | 2        |

### Tabelas de final de ano
| Tabelas (1994)                   | Posição |
| -------------------------------- | ------- |
| Austrália                        | 39      |
| Áustria                          | 4       |
| Estados Unidos Billboard Hot 100 | 54      |
| Países Baixos                    | 13      |
| França                           | 5       |
| Suíça                            | 12      |

### Certificações
| País           | Certificação | Data                | Vendas certificadas |
| -------------- | ------------ | ------------------- | ------------------- |
| Alemanha       | Ouro         | 1994                | 150,000             |
| Áustria        | Ouro         | 18 de maio de 1994  | 15,000              |
| Estados Unidos | Ouro         | 26 de abril de 1994 | 500,000             |
| França         | Prata        | 14 de junho de 1994 | 125,000             |
| Noruega        | Ouro         | 1994                | 5,000               |
| Reino Unido    | Prata        | 1 de março de 1994  | 200,000             |